# جون بودهوريتز
جون بودهوريتز (بالإنجليزية: John Podhoretz)‏ (و. 1961 – م) هو ناقد رأي، وكاتب عمومي من الولايات المتحدة الأمريكية . ولد في مدينة نيويورك .
وهو عضو في الحزب الجمهوري .

## التعليم
تعلم في جامعة شيكاغو.

## روابط خارجية
- جون بودهوريتز على موقع IMDb (الإنجليزية)
- جون بودهوريتز على موقع الموسوعة البريطانية (الإنجليزية)
- جون بودهوريتز على موقع إن إن دي بي (الإنجليزية)